# Cerro Toca
Cerro Toca es una elevación en la sierra peruana en el departamento de Áncash.

## Geografía
Es un collado de pendiente suave cuyo flanco oeste se ubica al este de meseta de Conococha. Su cima de 4499 m s. n. m. es un punto del límite de las provincias ancashinas de Recuay y Bolognesi.
Por su altitud su clima es frío, propio de la ecorregión Puna por lo que la flora típica es el Ichu.

## Acceso
Uno de sus atractivos radica en que llegar a su cima es relativamente sencillo, con movilidad propia o contratada desde la ciudad de Chiquián se llega hasta el pueblo de Mojón ingresando a la meseta de Conococha, justo en el punto donde se encuentran las rutas PE-3N y PE-3NE, la primera llega desde Chiquián y la segunda es alterna desde Pachapaqui sin pasar por el pueblo de Aquia.
Desde dicho poblado hay un camino carrozable hasta el cerro Pucapunta, cuya cima es fácil de ubicar pues en ella se instaló una antena para telefonía por lo que es visible desde luego de bordear la loma próxima a Mojón, además de seguir todo el camino. Desde Pucapunta solamente se sigue camino a pie pues la vía carrozable finaliza allí. Se desciende ligeramente por el flanco sur de Pucapunta hasta un punto silla para luego iniciar el ascenso por el flanco norte del cerro Toca.

## Geoturismo

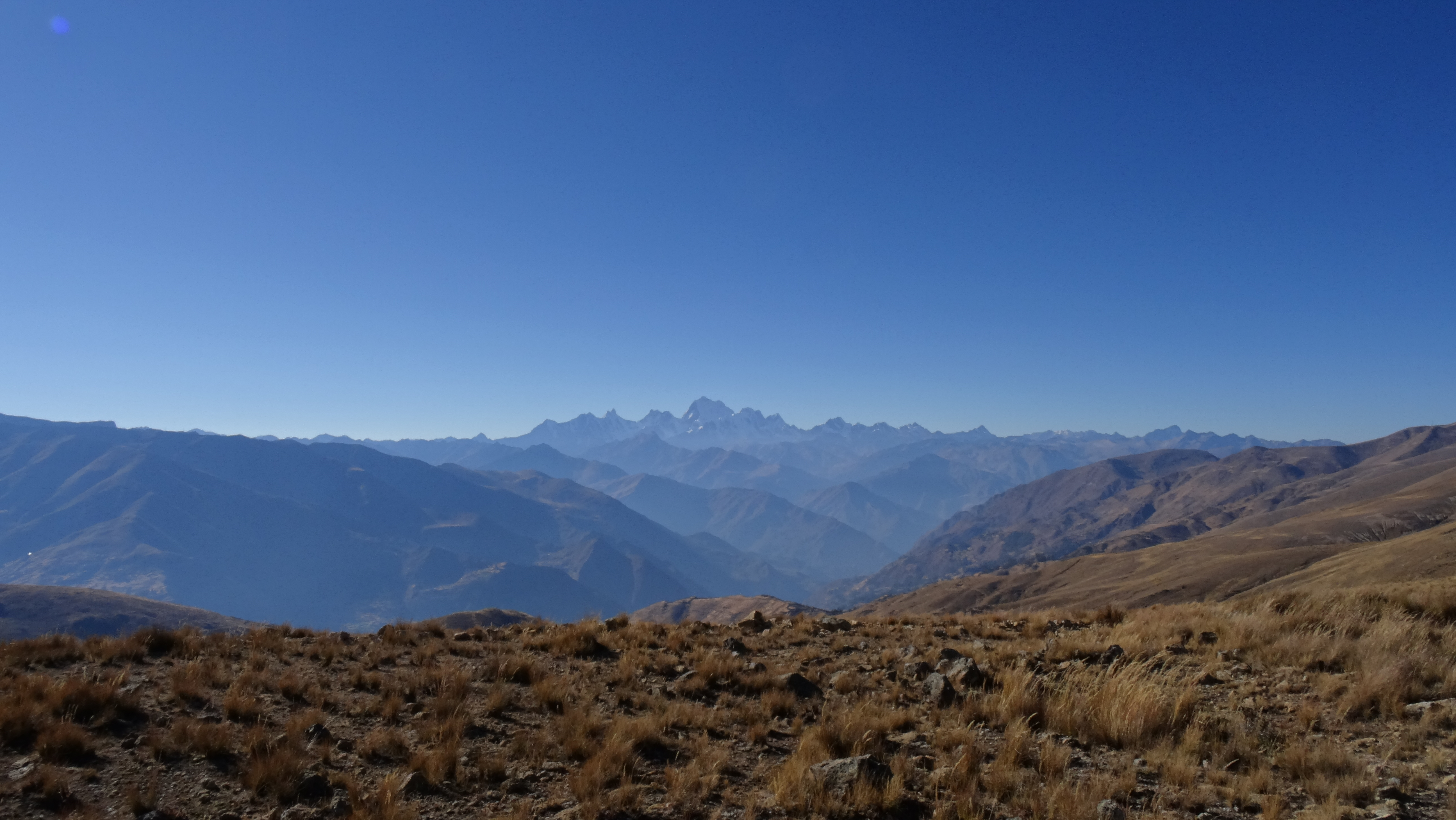
En la cima del collado Toca. Al fondo la cordillera Huayhuash.

Su cima es un mirador natural desde la cual se observa hacia el noreste la montaña Quicash; hacia el norte el nevado Tuco y las montañas nevadas el extremo sur de la Cordillera Blanca; hacia el oeste la meseta Conococha y la laguna del mismo nombre y finalmente hacia el sureste los picos nevados de la cordillera Huayhuash.

## Consideraciones
Aunque ambos collados tienen relieve suave cubierto de Ichu y de pendiente no muy pronunciada (no mayor de 30°) por lo que la caminata es fácil desde Mojón, sin embargo por la altitud de más de 4100 m s. n. m. se tiene que estar debidamente aclimatado para así evitar el soroche o "Mal de altura", así como estar con ropa apropiada para soportar el frío de la puna y el fuerte viento que barre con frecuencia.